# ديفيد ريتشي (لاعب كرة قدم)
ديفيد ريتشي (بالإنجليزية: David Ritchie)‏ هو لاعب كرة قدم بريطاني في مركز الهجوم، ولد في 20 يناير 1971 في ستوك أون ترينت في المملكة المتحدة. لعب مع ستوك سيتي وستوكبورت كونتي.